# Жулі Алар-Декюжі
Жулі Алар-Декюжі (фр. Julie Halard-Decugis, до шлюбу Алар) — французька тенісистка кінця 20 століття, переможниця Відкритого чемпіонату США в парному розяді, колишня перша ракетка світу в парній грі.
Жулі Алар виграла юніорський Ролан-Гаррос у 1988 році й була фіналісткою Вімблдону серед дівчат 1987 року. 
1995 року одружилася зі своїм тренером Арно Декюжі, родича Макса Декюжі. 
Свій єдиний титул Великого шолома — чемпіонки US Open в парному розряді, Алар-Декюжі виграла в день свого 30-ліття. Її партнеркою була японка Ай Сугіяма. Ця перемога та інші успіхи дозволили Алар-Декюжі очолити парний рейтинг WTA.

## Значні фінали

### Фінали турнірів Великого шолома

#### Пари 2 (1–1)
| Результ  | Дата | Турнір    | Поверхня | Партнерка  | Супротивниці                 | Рахунок       |
| Поразка  | 2000 | Wimbledon | Трава    | Суґіяма Ай | Серена Вільямс Вінус Вільямс | 3–6, 2–6      |
| Перемога | 2000 | US Open   | Хард     | Ай Сугіяма | Кара Блек Олена Лиховцева    | 6–0, 1–6, 6–1 |

## Фінали турнірів WTA

### Одиночний розряд: 21 (12 титулів, 9 поразок)
| Легенда                 |
| ----------------------- |
| Турніри Великого шолома |
| Virginia Slims          |
| Tier I                  |
| Tier II                 |
| Tier III                |
| Tier IV & V             |

| Результат | W/L  | Дата     | Турнір                                         | Покриття  | Опонент             | Рахунок       |
| --------- | ---- | -------- | ---------------------------------------------- | --------- | ------------------- | ------------- |
| Поразка   | 0–1  | Жов 1987 | Athens Open, Греція                            | Ґрунт     | Катарина Малеєва    | 0–6, 1–6      |
| Поразка   | 0–2  | Сер 1991 | Albuquerque, U.S.                              | Тверде    | Джиджі Фернандес    | 0–6, 2–6      |
| Перемога  | 1–2  | Жов 1991 | San Juan Open, Пуерто-Рико                     | Тверде    | Аманда Кетцер       | 7–5, 7–5      |
| Перемога  | 2–2  | Кві 1992 | Taranto Trophy, Італія                         | Ґрунт     | Емануела Зардо      | 6–0, 7–5      |
| Поразка   | 2–3  | Лют 1994 | Open GDF Suez, Франція                         | Килим (i) | Мартіна Навратілова | 5–7, 3–6      |
| Перемога  | 3–3  | Кві 1994 | Taranto, Італія                                | Ґрунт     | Іріна Спирля        | 6–2, 6–3      |
| Перемога  | 4–3  | Тра 1995 | Prague Open, Чехія                             | Ґрунт     | Людмила Ріхтерова   | 6–4, 6–4      |
| Перемога  | 5–3  | Січ 1996 | Hobart International, Австралія                | Тверде    | Ендо Мана           | 6–1, 6–2      |
| Перемога  | 6–3  | Лют 1996 | Paris, Франція                                 | Килим (i) | Іва Майолі          | 7–5, 7–6(7–4) |
| Поразка   | 6–4  | Лют 1996 | Linz Open, Австрія                             | Килим (i) | Сабін Аппельманс    | 2–6, 4–6      |
| Поразка   | 6–5  | Тра 1998 | Internationaux de Strasbourg, Франція          | Ґрунт     | Іріна Спирля        | 6–7(5–7), 3–6 |
| Перемога  | 7–5  | Чер 1998 | Rosmalen Grass Court Championships, Нідерланди | Трава     | Міріам Ореманс      | 6–3, 6–4      |
| Перемога  | 8–5  | Лис 1998 | Pattaya Women's Open, Таїланд                  | Тверде    | Лі Фан              | 6–1, 6–2      |
| Перемога  | 9–5  | Січ 1999 | WTA Auckland Open, Нова Зеландія               | Тверде    | Домінік Монамі      | 6–4, 6–1      |
| Поразка   | 9–6  | Кві 1999 | Croatian Bol Ladies Open, Хорватія             | Ґрунт     | Коріна Мораріу      | 2–6, 0–6      |
| Поразка   | 9–7  | Тра 1999 | German Open, Berlin                            | Ґрунт     | Мартіна Хінгіс      | 0–6, 1–6      |
| Перемога  | 10–7 | Чер 1999 | Birmingham Classic, UK                         | Трава     | Наталі Тозья        | 6–2, 3–6, 6–4 |
| Поразка   | 10–8 | Сер 1999 | LA Women's Tennis Championships, U.S.          | Тверде    | Серена Вільямс      | 1–6, 4–6      |
| Перемога  | 11–8 | Чер 2000 | Eastbourne International, UK                   | Трава     | Домінік Монамі      | 7–6(7–4), 6–4 |
| Поразка   | 11–9 | Жов 2000 | Tokyo Cup, Японія                              | Тверде    | Серена Вільямс      | 5–7, 1–6      |
| Перемога  | 12–9 | Жов 2000 | Japan Open, Японія                             | Тверде    | Емі Фрейзер         | 5–7, 7–5, 6–4 |

### Парний розряд: 25 (15 титулів, 10 поразок)
| Результат | W/L   | Дата     | Турнір                                           | Покриття  | Партнер               | Опоненти                                      | Рахунок        |
| --------- | ----- | -------- | ------------------------------------------------ | --------- | --------------------- | --------------------------------------------- | -------------- |
| Поразка   | 0–1   | Вер 1991 | Clarins Open Paris, Франція                      | Ґрунт     | Алексія Дешом-Баллере | Петра Лангрова Радка Зрубакова                | 4–6, 4–6       |
| Поразка   | 0–2   | Кві 1994 | Barcelona Ladies Open, Іспанія                   | Ґрунт     | Наталі Тозья          | Лариса Савченко-Нейланд Аранча Санчес Вікаріо | 2–6, 4–6       |
| Перемога  | 1–2   | Сер 1994 | LA Women's Tennis Championships, US              | Тверде    | Наталі Тозья          | Яна Новотна Ліза Реймонд                      | 6–1, 0–6, 6–1  |
| Перемога  | 2–2   | Вер 1994 | Tokyo International, Японія                      | Тверде    | Аранча Санчес Вікаріо | Емі Фрейзер Хіракі Ріка                       | 6–1, 0–6, 6–1  |
| Перемога  | 3–2   | Січ 1996 | WTA Auckland Open, Нова Зеландія                 | Тверде    | Ельс Калленс          | Джилл Гетерінгтон Крістін Кунс                | 6–0, 6–1       |
| Поразка   | 3–3   | Лют 1996 | Open GDF Suez, Франція                           | Килим (i) | Наталі Тозья          | Крісті Богерт Яна Новотна                     | 4–6, 3–6       |
| Поразка   | 3–4   | Бер 1996 | Indian Wells Open, US                            | Тверде    | Наталі Тозья          | Чанда Рубін Бренда Шульц-Маккарті             | 1–6, 4–6       |
| Поразка   | 3–5   | Вер 1997 | Tokyo Cup, Японія                                | Тверде    | Чанда Рубін           | Моніка Селеш Суґіяма Ай                       | 1–6, 0–6       |
| Поразка   | 3–6   | Січ 1998 | Auckland Open, Нова Зеландія                     | Тверде    | Жанетта Гусарова      | Міягі Нана Тамарін Танасугарн                 | 6–71, 4–6      |
| Поразка   | 3–7   | Січ 1998 | Hobart International, Австралія                  | Тверде    | Жанетта Гусарова      | Вірхінія Руано Паскуаль Паола Суарес          | 6–76, 3–6      |
| Перемога  | 4–7   | Чер 1998 | Birmingham Classic, UK                           | Трава     | Ельс Калленс          | Ліза Реймонд Ренне Стаббс                     | 2–6, 6–4, 6–4  |
| Перемога  | 5–7   | Лис 1998 | Pattaya Women's Open, Таїланд                    | Тверде    | Ельс Калленс          | Хіракі Ріка Александра Ольша                  | 3–6, 6–2, 6–2  |
| Поразка   | 5–8   | Жов 1999 | Кубок Кремля, Росія                              | Килим (i) | Анке Губер            | Ліза Реймонд Ренне Стаббс                     | 0–6, 1–6       |
| Перемога  | 6–8   | Січ 2000 | Australian Тверде Court Championships, Австралія | Тверде    | Анна Курникова        | Сабін Аппельманс Ріта Гранде                  | 6–3, 6–0       |
| Перемога  | 7–8   | Січ 2000 | Sydney International, Австралія                  | Тверде    | Суґіяма Ай            | Мартіна Хінгіс Марі П'єрс                     | 6–0, 6–3       |
| Перемога  | 8–8   | Лют 2000 | Open GDF Suez, Франція                           | Килим (i) | Сандрін Тестю         | Емілі Луа Оса Свенссон                        | 3–6, 6–3, 6–4  |
| Перемога  | 9–8   | Бер 2000 | Відкритий чемпіонат Маямі з тенісу, US           | Тверде    | Суґіяма Ай            | Ніколь Арендт Манон Боллеграф                 | 4–6, 7–5, 6–4  |
| Перемога  | 10–8  | Тра 2000 | Croatian Bol Ladies Open, Хорватія               | Ґрунт     | Коріна Мораріу        | Тіна Кріжан Катарина Среботнік                | 6–2, 6–2       |
| Поразка   | 10–9  | Чер 2000 | Вімблдонський турнір, UK                         | Трава     | Суґіяма Ай            | Серена Вільямс Вінус Вільямс                  | 3–6, 2–6       |
| Поразка   | 10–10 | Сер 2000 | Мастерс Канада, Канада                           | Тверде    | Суґіяма Ай            | Мартіна Хінгіс Наталі Тозья                   | 3–6, 6–3, 4–6  |
| Перемога  | 11–10 | Сер 2000 | Connecticut Open, US                             | Тверде    | Суґіяма Ай            | Вірхінія Руано Паскуаль Паола Суарес          | 6–4, 5–7, 6–2  |
| Перемога  | 12–10 | Сер 2000 | Відкритий чемпіонат США з тенісу                 | Тверде    | Суґіяма Ай            | Кара Блек Олена Лиховцева                     | 6–0, 1–6, 6–1  |
| Перемога  | 13–10 | Жов 2000 | Tokyo Cup, Японія                                | Тверде    | Суґіяма Ай            | Nana Miyagi Паола Суарес                      | 6–0, 6–2       |
| Перемога  | 14–10 | Жов 2000 | Japan Open, Японія                               | Тверде    | Коріна Мораріу        | Тіна Кріжан Катарина Среботнік                | 6–1, 6–2       |
| Перемога  | 15–10 | Жов 2000 | Kremlin Cup, Росія                               | Килим (i) | Суґіяма Ай            | Мартіна Хінгіс Анна Курникова                 | 4–6, 6–4, 7–65 |

## Зовнішні посилання
- Досьє на сайті Жіночої тенісної асоціації [Архівовано 12 червня 2018 у Wayback Machine.]

## Виноски
1. ↑  Player Profile // WTA website

| Тенісист | Це незавершена стаття про тенісиста чи тенісистку. Ви можете допомогти проєкту, виправивши або дописавши її. |